# Ferrari Dino 246 F1
Ferrari Dino 246 F1 är en formel 1-bil, tillverkad av den italienska biltillverkaren Ferrari mellan 1957 och 1960.

## Bakgrund
Vittorio Jano kom till Ferrari i samband med att Scuderia Ferrari tog över Lancias formel 1-bil D50 under 1955. Tillsammans med Enzo Ferraris son Alfredo "Dino" Ferrari drog han upp riktlinjerna för en ny V6-motor som skulle passa det nya formel 2-reglementet som infördes 1957. Dino Ferrari led av den ärftliga muskelsjukdomen muskeldystrofi och gick bort sommaren 1956. Till hans minne kallades motorn och de små tävlingsvagnarna Dino.
Ferraris formel 2-bil kom även att ligga till grund för stallets formel 1-bil från säsongen 1958.

## Utveckling

### Dino 156 F2
Ferrari 801 var gammalmodig redan när den kom 1957, baserad på Janos Lancia D50. Enzo Ferrari planerade därför redan från början att formel 2-bilen skulle utgöra basen för en ny generation formel 1-bilar. Chassit var mycket likt 801-modellen och betydligt kraftigare än konkurrenterna i F2-klassen. Motorn liknade de V-motorer Jano tidigare byggt för Lancias racerbilar. De dubbla överliggande kamaxlarna gjorde cylinderhuvudena mycket breda och det blev ont om plats för insuget och förgasarna mellan cylinderraderna. Jano löste detta genom att bredda vinkeln mellan cylinderraderna till 65°, mot normala 60° för V6:or och V12:or. Motorn hade i F2-utförande en slagvolym på 1,5 liter, men kunde förstoras upp till dubbla volymen.
Ferrari Dino 156 F2 debuterade vid Neapels Grand Prix 1957. Senare under säsongen kördes den vid Modenas Grand Prix med en motor på 1,9 liter.

### Dino 246 F1
Ferrari Dino 246 F1 debuterade utanför världsmästerskapet vid Marockos Grand Prix i slutet av 1957. Motorn hade nu växt till 2,4 liter. Till dess första hela säsong 1958 förstärktes chassit, för att bättre klara den högre motoreffekten. I slutet av 1958 infördes skivbromsar och Ferrari presenterade en andra variant, Ferrari Dino 256 F1, med 2,5-litersmotor. De bägge varianterna användes sedan parallellt under tävlingar.
Inför säsongen 1959 infördes skruvfjädrar på bakaxeln och till säsongen 1960 kom en ny, femväxlad växellåda. Under 1960 experimenterade stallet med individuell hjulupphängning bak. Detta blev de sista modifieringarna på Scuderia Ferraris sista formel 1-bil med frontmotor.

### Dino 246P
Framgången för de brittiska mittmotorbilarna visade tydligt att detta var framtiden. Ferrari tog fram en prototyp kallad Ferrari Dino 246P med Dino-motorn placerad i mitten. Bilen debuterade vid Monacos Grand Prix 1960, där den slutade på en sjätteplats. Det blev bilens enda tävling, då Ferrari fortsättningsvis jobbade på att ta fram den nya 156-modellen med 1,5-litersmotor till säsongen 1961.

## Tekniska data
| Tekniska data           | 156 F2                                                    | 246 F1                                                    | 256 F1                                             |
| ----------------------- | --------------------------------------------------------- | --------------------------------------------------------- | -------------------------------------------------- |
| Motor:                  | Frontmonterad 65° 6-cylindrig V-motor                     | Frontmonterad 65° 6-cylindrig V-motor                     | Frontmonterad 65° 6-cylindrig V-motor              |
| Cylindervolym:          | 1489 cm³                                                  | 2417 cm³                                                  | 2475 cm³                                           |
| Borrning x slaglängd:   | 70,0 x 64,5 mm                                            | 85,0 x 71,0 mm                                            | 86,0 x 71,0 mm                                     |
| Kompression:            | 9,8:1                                                     | 10,0:1                                                    | 10,0:1                                             |
| Max effekt vid varvtal: | 180 hk vid 9 000 v/min                                    | 280 hk vid 8 500 v/min                                    | 295 hk vid 8 600 v/min                             |
| Ventilstyrning:         | Dubbla överliggande kamaxlar per cylinderrad              | Dubbla överliggande kamaxlar per cylinderrad              | Dubbla överliggande kamaxlar per cylinderrad       |
| Förgasare:              | 3 Weber 38 DCN                                            | 3 Weber 42 DCN                                            | 3 Weber 45 DCN                                     |
| Växellåda:              | 4-växlad manuell                                          | 4-växlad manuell                                          | 5-växlad manuell                                   |
| Hjulupphängning fram:   | Dubbla tvärlänkar, skruvfjädrar, krängningshämmare        | Dubbla tvärlänkar, skruvfjädrar, krängningshämmare        | Dubbla tvärlänkar, skruvfjädrar, krängningshämmare |
| Hjulupphängning bak:    | De Dion-axel, dubbla längslänkar, tvärliggande bladfjäder | De Dion-axel, dubbla längslänkar, tvärliggande bladfjäder | De Dion-axel, dubbla längslänkar, skruvfjädrar     |
| Bromsar:                | Trumbromsar                                               | Trumbromsar                                               | Skivbromsar                                        |
| Chassi & kaross:        | Fackverksram med aluminiumkaross                          | Fackverksram med aluminiumkaross                          | Fackverksram med aluminiumkaross                   |
| Hjulbas:                | 216 cm                                                    | 216 cm                                                    | 222 cm                                             |
| Torrvikt:               |                                                           | 560 kg                                                    | 560 kg                                             |
| Torrfart:               | 240 km/h                                                  | 280 km/h                                                  | 280 km/h                                           |

## Tävlingsresultat

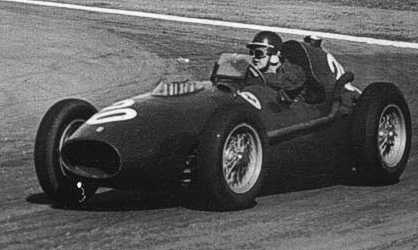
Mike Hawthorn vid Argentinas Grand Prix 1958.

### Formel 1-VM 1958
Dino 246 tog sin första seger 1958 i Frankrikes Grand Prix genom Mike Hawthorn. Vid Storbritanniens Grand Prix kom en dubbelseger, med Peter Collins på förstaplats, före Hawthorn.
Mike Hawthorn vann förarmästerskapet 1958, med kollegorna Collins på en postum femteplats och Luigi Musso på en postum åttondeplats, sedan bägge omkommit under säsongen.
I det nyinrättade konstruktörsmästerskapet slutade Ferrari på andra plats, efter Vanwall.

### Formel 1-VM 1959
Säsongen 1959 tog stallet en dubbelseger i Frankrikes Grand Prix, med Tony Brooks på förstaplats, före Phil Hill. I den efterföljande tävlingen, Tysklands Grand Prix, kom en trippelseger, med Brooks på förstaplats, före Dan Gurney på andra plats och Hill på tredje.
I förarmästerskapet kom Brooks på andra plats, med kollegorna Hill på fjärde plats och Gurney sjua. I konstruktörsmästerskapet slutade Ferrari åter på andra plats, den här gången efter Cooper-Climax.

### Formel 1-VM 1960
246-modellens sista säsong, 1960, blev stallet utklassat av de brittiska mittmotorbilarna. Ferrari tog en trippelseger i Italiens Grand Prix, med Phil Hill på förstaplats, före Richie Ginther på andra plats och Willy Mairesse på tredje, men enbart på grund av att de brittiska stallen bojkottade tävlingen. Italiens Grand Prix 1960 är det sista formel 1-lopp som vunnits av en bil med frontmotor. Hill blev också den förste amerikan att vinna ett Grand Prix i Europa sedan Jimmy Murphy vann Frankrikes Grand Prix 1921.
Bäste Ferrari-förare blev Hill, med en femteplats i förarmästerskapet. Ferrari slutade på tredje plats i konstruktörsmästerskapet.